# Villa von Kleist

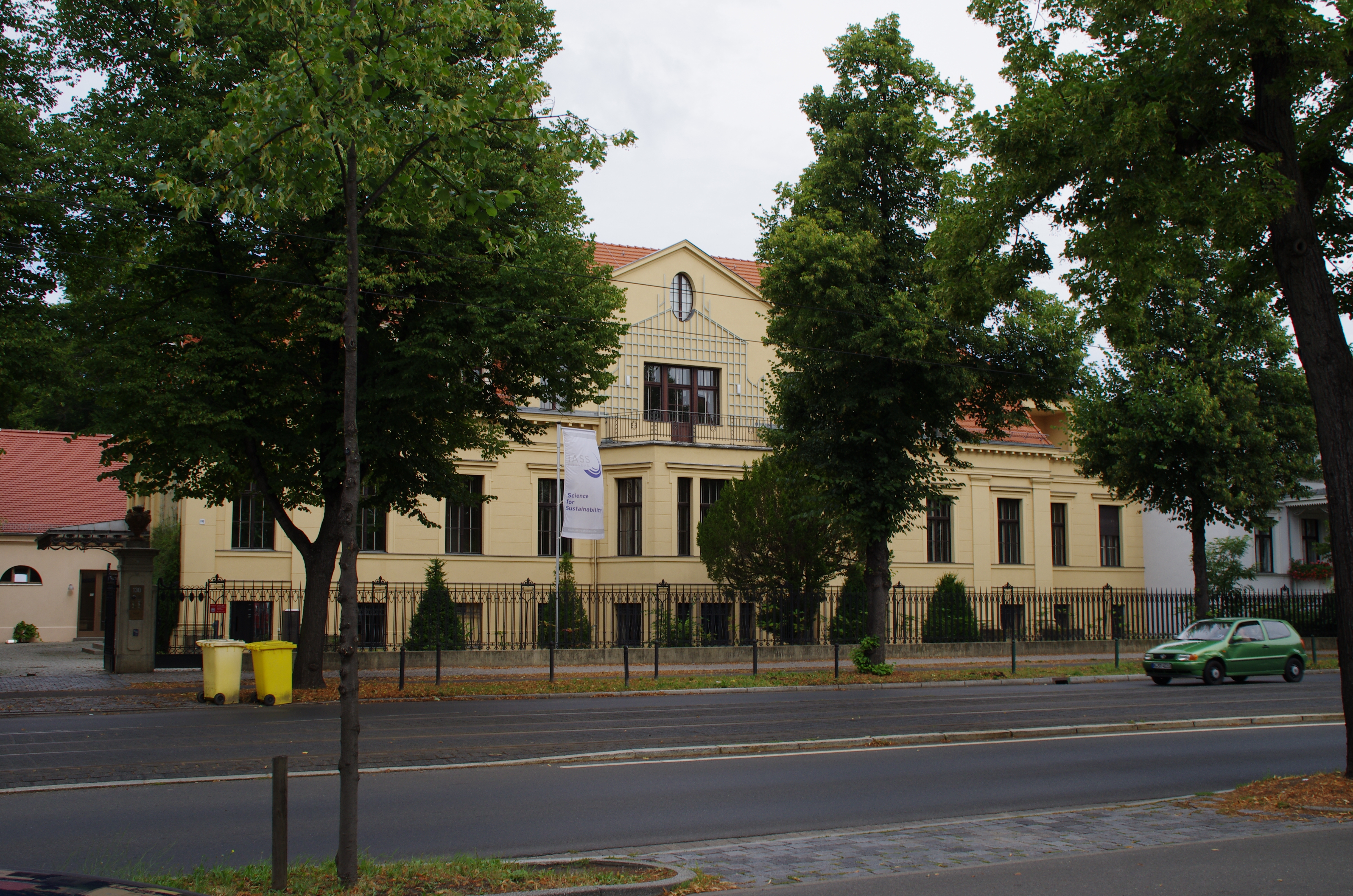
Villa von Kleist, Berliner Straße 130

Die Villa von Kleist ist ein denkmalgeschütztes Gebäude in Potsdam. Sie steht in der Berliner Vorstadt, Berliner Straße 130.

## Baugeschichte
Die Villa in der damaligen Neue Königstraße 30a (später 49, 104) wurde um 1824 für den Kommandeur des Leib-Garde-Husaren-Regiments, Oberst-Lieutnant (ab 1826 Oberst) und Flügeladjutant Carl von Malachowski (1783–1844) errichtet. Der Architekt ist unbekannt. Die Führungsposition Malachowskis und die Fassadengliederung des Hauses lassen jedoch einen von Karl Friedrich Schinkel beeinflussten und vom Architekten im Militärökonomie-Departement des Kriegsministeriums Carl Hampel († um 1842) realisierten Entwurf vermuten. Der Ursprungsbau war eingeschossig mit Souterrain und Satteldach. Er hatte zwei flache, von Pilastern gerahmte Eckrisalite an den Türen und Fenster mit Faschen. Im rückwärtigen Hof wurden zwei Remisen auf quadratischen Grundrissen und steilen Satteldächern errichtet.
Das Anwesen wechselte mehrfach den Besitzer. 1894 erfolgte der Bau eines Mittelrisalits. 1910 erwarb der namengebende Kammerherr Ewald Freiherr von Kleist (1868–1938) die Villa und ließ sie durch den Architekten Otto Rehnig umgestalten. Der Mittelrisalit wurde mit einem polygonalen Standerker erweitert, das Satteldach zum Mansardwalmdach mit beidseitigen Giebeln ausgebaut und an die Rückseite des Hauses ein Treppenturm angefügt.  1924 kaufte der Rittergutbesitzer Otto Wrede (Dr. jur.) das Anwesen. 1947 ging es in das Eigentum der Garantie und Kreditbank und 1951 an die Stadt Potsdam, die es an die Deutsche Investitionsbank, Filiale Brandenburg übertrug, deren Rechtsnachfolgerin ab 1968 die Staatsbank der DDR war. Von 1990 bis 1997 nutzte die Deutsche Bundesbank das Gebäude als Potsdamer Filiale und nach Sanierungs- und Umbauarbeiten in den Jahren 1998 bis 2000 diente es der Bank als Seminargebäude. Das dem Land Brandenburg gehörende Anwesen ist seit 2009 Sitz des in Potsdam gegründeten Institute for Advanced Sustainability Studies (IASS).